# Charras
Cet article concerne la commune de Charras. Pour les autres significations, voir Charras (homonymie).
Charras (Charreç en occitan limousin) est une commune du Sud-Ouest de la France, située dans le département de la Charente (région Nouvelle-Aquitaine).

## Géographie

### Localisation et accès
Charras est une commune du département de la Charente limitrophe avec celui de la Dordogne située à 28 km au sud-est d'Angoulême. Elle appartient au Pays d'Horte et Tardoire.
Charras est aussi à 11 km de Dignac, 8 km de Marthon, 13 km de Villebois-Lavalette, 15 km de Montbron, chef-lieu de son canton, 19 km de Nontron, 46 km de Périgueux.
La commune est principalement desservie par la D 25, route départementale d'Angoulême (Sainte-Catherine et Bouëx) à Combiers.
La  D 93 la relie aussi à Mainzac et Rougnac, la D 104 arrive du département voisin de la Dordogne et va jusqu'à Saint-Michel en passant par Dirac et Puymoyen, la D 109 va vers Grassac, Saint-Germain-de-Montbron et Vilhonneur, et la D 163 vers Feuillade et Eymouthiers.

### Hameaux et lieux-dits
La commune comporte plus de nombreuses fermes que de véritables hameaux. On trouve par exemple : les Vergerons, la Plaigne, Vignerias, Besoche, la Cave, Jumillac, Grosse Forge, etc., sans oublier Grosbot formant une clairière dans la forêt au nord-ouest.

### Communes limitrophes
Charras est limitrophe de six autres communes, dont une dans le département de la Dordogne.
|         | Grassac  | Feuillade                      |
| Rougnac | Charras  | Mainzac                        |
|         | Combiers | Mareuil en Périgord (Dordogne) |

### Géologie et relief
Charras est situé sur un plateau calcaire crétacé (Cénomanien), formant cuesta au-dessus de la partie jurassique à l'est (Callovien), et d'où on a un beau point de vue. Ce plateau est toutefois entièrement couvert par des terrains tertiaires d'origine détritique (galets, sable), altérites et par la forêt d'Horte. La partie jurassique est aussi couverte très localement par des altérites (argiles à galets plus ou moins colluvionnés, sur la route de Mainzac),,,.
On peut suivre cette cuesta dans tout le département à Grassac, Angoulême, Claix... Les hauteurs sont ainsi situées à l'ouest et au sud du territoire communal. Le point culminant est à une altitude de 202 m, situé au sud-est de la commune dans les bois de Seguignas. Le point le plus bas est à 125 m, situé sur la limite nord près de Doumerac. Le bourg, construit sur le sommet de la cuesta, est à 195 m d'altitude.

### Hydrographie

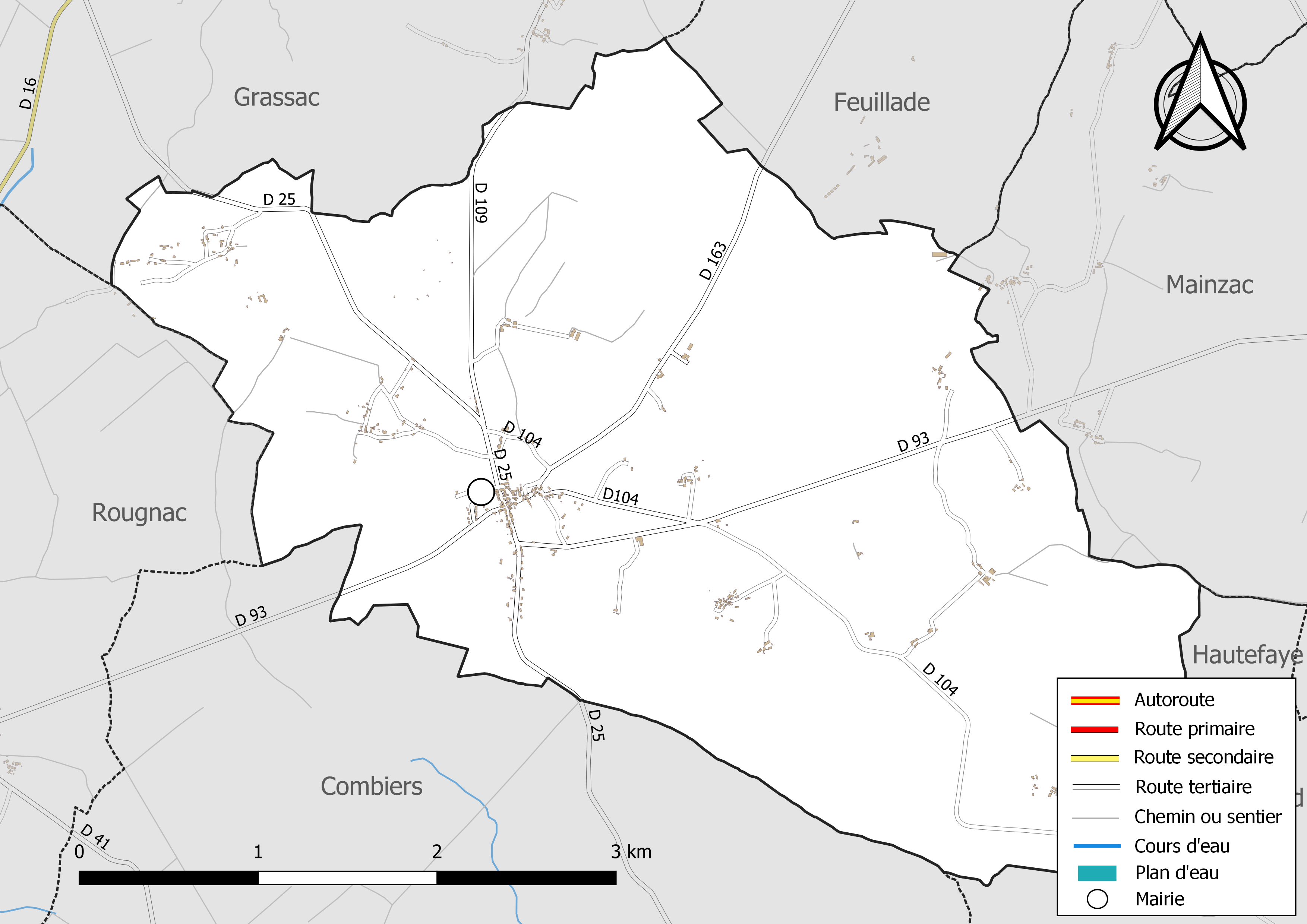
Réseaux hydrographique et routier de Charras.

La commune est située dans les bassins versants de la Charente et de la Dordogne au sein  du Bassin Adour-Garonne. Compte tenu la nature karstique du sol, aucun cours d'eau ne traverse la commune. On peut toutefois signaler un ruisseau qui prend sa source dans le nord-ouest, à l'abbaye de Grosbot, s'écoule vers le nord-est en limite de commune, mais s'infiltre en quittant le sol argileux avant de rejoindre un autre ruisseau passant à Doumerac (commune de Grassac), se dirigeant vers le Bandiat au nord (bassin versant de la Charente), mais s'infiltrant rapidement lui aussi,.

### Climat
Comme dans les trois quarts sud et ouest du département, le climat est océanique aquitain.

## Urbanisme

### Typologie
Au 1er janvier 2024, Charras est catégorisée commune rurale à habitat très dispersé, selon la nouvelle grille communale de densité à 7 niveaux définie par l'Insee en 2022.
Elle est située hors unité urbaine. Par ailleurs la commune fait partie de l'aire d'attraction d'Angoulême, dont elle est une commune de la couronne,. Cette aire, qui regroupe 94 communes, est catégorisée dans les aires de 50 000 à moins de 200 000 habitants,.

### Occupation des sols
L'occupation des sols de la commune, telle qu'elle ressort de la base de données européenne d’occupation biophysique des sols Corine Land Cover (CLC), est marquée par l'importance des territoires agricoles (55,1 % en 2018), une proportion sensiblement équivalente à celle de 1990 (54,6 %). La répartition détaillée en 2018 est la suivante : 
forêts (44,5 %), terres arables (35,3 %), zones agricoles hétérogènes (19,8 %), milieux à végétation arbustive et/ou herbacée (0,5 %). L'évolution de l’occupation des sols de la commune et de ses infrastructures peut être observée sur les différentes représentations cartographiques du territoire : la carte de Cassini (XVIIIe siècle), la carte d'état-major (1820-1866) et les cartes ou photos aériennes de l'IGN pour la période actuelle (1950 à aujourd'hui).

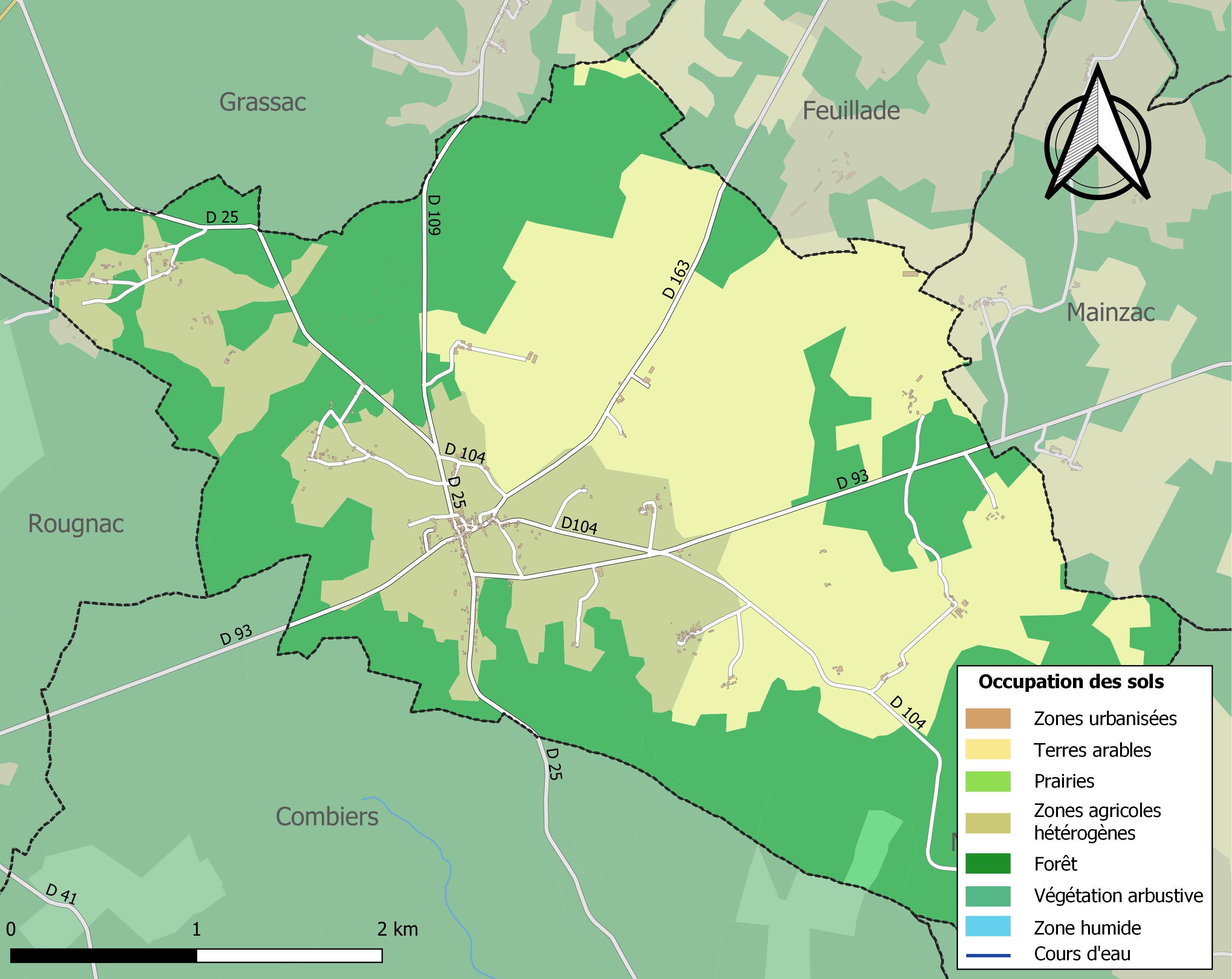
Carte des infrastructures et de l'occupation des sols de la commune en 2018 (CLC).

### Risques majeurs
Le territoire de la commune de Charras est vulnérable à différents aléas naturels : météorologiques (tempête, orage, neige, grand froid, canicule ou sécheresse), inondations, mouvements de terrains et séisme (sismicité faible). Un site publié par le BRGM permet d'évaluer simplement et rapidement les risques d'un bien localisé soit par son adresse soit par le numéro de sa parcelle.
Certaines parties du territoire communal sont susceptibles d’être affectées par le risque d’inondation par ruissellement et coulée de boue, notamment le ruisseau du Bief. La commune a été reconnue en état de catastrophe naturelle au titre des dommages causés par les inondations et coulées de boue survenues en 1982, 1983, 1999, 2008, 2013 et 2014,.

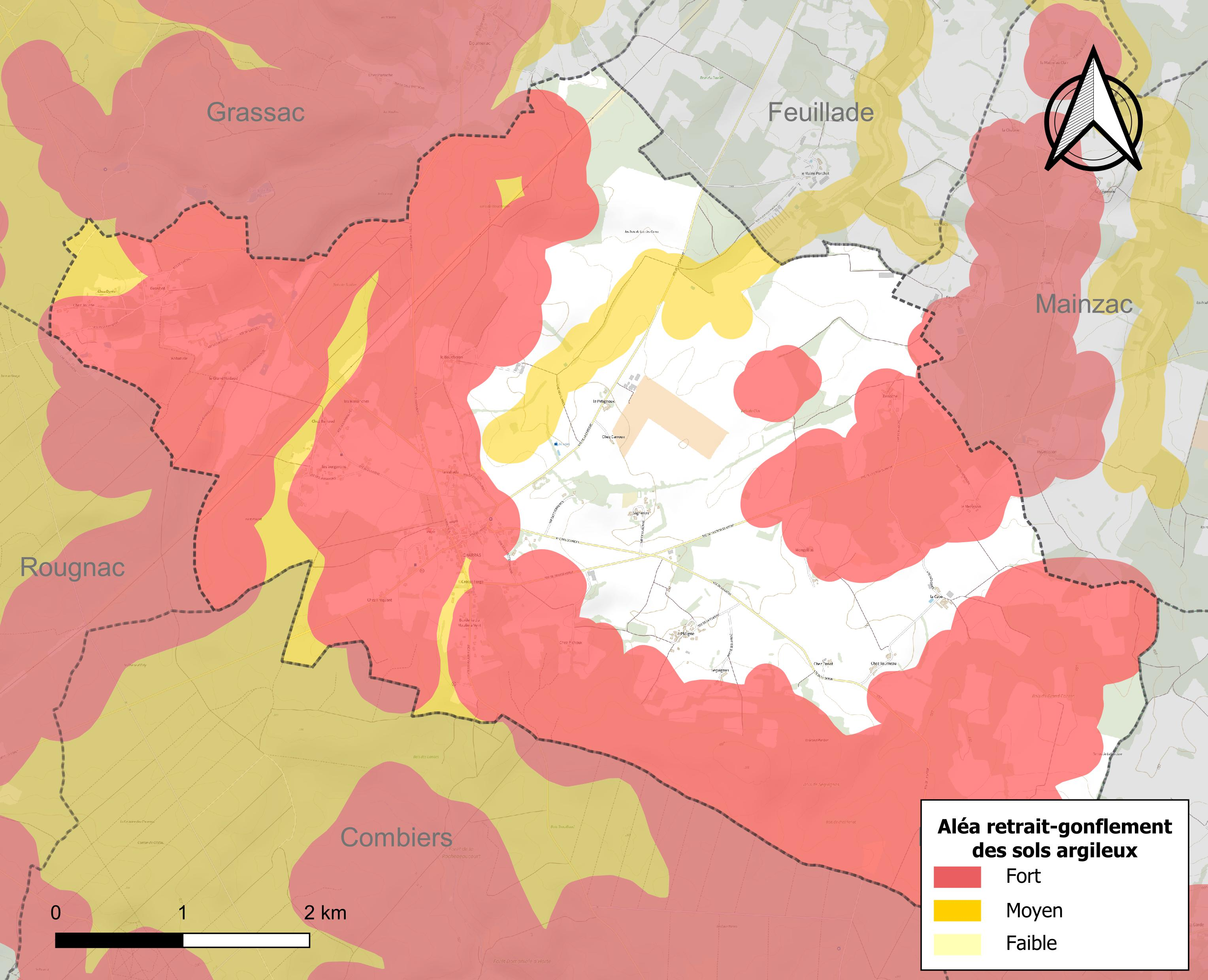
Carte des zones d'aléa retrait-gonflement des sols argileux de Charras.

Les mouvements de terrains susceptibles de se produire sur la commune sont des affaissements et effondrements liés aux cavités souterraines (hors mines). Par ailleurs, afin de mieux appréhender le risque d’affaissement de terrain, l'inventaire national des cavités souterraines permet de localiser celles situées sur la commune.
Le retrait-gonflement des sols argileux est susceptible d'engendrer des dommages importants aux bâtiments en cas d’alternance de périodes de sécheresse et de pluie. 71,6 % de la superficie communale est en aléa moyen ou fort (67,4 % au niveau départemental et 48,5 % au niveau national). Sur les 201 bâtiments dénombrés sur la commune en 2019,  166 sont en aléa moyen ou fort, soit 83 %, à comparer aux 81 % au niveau départemental et 54 % au niveau national. Une cartographie de l'exposition du territoire national au retrait gonflement des sols argileux est disponible sur le site du BRGM,.
Par ailleurs, afin de mieux appréhender le risque d’affaissement de terrain, l'inventaire national des cavités souterraines permet de localiser celles situées sur la commune.
Concernant les mouvements de terrains, la commune a été reconnue en état de catastrophe naturelle au titre des dommages causés par la sécheresse en 2003 et 2011 et par des mouvements de terrain en 1999.

## Toponymie
Les formes anciennes sont Charracio en 1279, Characio, Charraco, Charrassio, Charraziaco à la fin du XIIIe siècle, Charrasio, Sarro (non datés).
L'origine du nom de Charras remonterait à un personnage gallo-romain Caratius ou gaulois Caratucus, ce qui correspondrait au « domaine de Caratius ». Il peut aussi s'agir d'un nom d'homme gaulois Carrus et suffixe tardif -aceum,,.

### Langue
La commune est dans la partie occitane de la Charente qui en occupe le tiers oriental, et le dialecte est limousin. Elle se nomme Charreç en occitan.

## Histoire
L'abbaye de Grosbot (ou Font-Vive) fut fondée vers 975 par les seigneurs de Marthon, branche des La Rochefoucauld.
Au XIIe siècle, Jean Dexmier de Charras rendit hommage à l'abbaye Saint-Cybard d'Angoulême.
Charras était autrefois le siège d'un prieuré relativement important dépendant de l'abbaye de Figeac. À la suite des guerres de religion, une grande partie de ses possessions et de ses droits furent usurpés par les seigneurs de Charras.
La seigneurie de Charras était importante dès le XVe siècle. Elle appartenait à Jean de Plouer, écuyer, seigneur de Claix, dont la fille Marie épousa en 1493 François de La Laurencie, qui devient ainsi marquis de Charras. La famille de La Laurencie, originaire de la Laurencie à Saint-Auvent près de Rochechouart, conservera Charras jusqu'à la Révolution.
Les foires sont très anciennes. À la demande de François de La Laurencie et par lettres patentes de mars 1519, le roi François Ier autorisa la création à Charras de quatre foires par an et d'un marché par semaine. Les quatre foires se tenaient le 6 des mois de mai, juillet, août et novembre. Elles furent supprimées pendant les guerres de religion, et furent rétablies en 1609 par Henri IV. Au début du XXe siècle, elles se tenaient le 9 de chaque mois.
Les registres de l'état civil remontent à 1699.
Lors de la Révolution, la famille de La Laurencie-Charras émigra et passa dans l'armée de Condé, sauf le marquis en mauvaise santé qui ne fut pas inquiété et resta à Asnières près de Paris. Mais sa femme et sa sœur furent saisies comme complices de l'émigration et guillotinées.
Aux XVIIIe et XIXe siècles, des gisements de fer ont été exploités, comme dans la commune voisine de Mainzac, pour faire des canons. Alcide Gauguié disait en 1865 : « la route de Grassac à Charras est pavée de débris de fer et résonne agréablement sous les pas du cheval ».

## Administration

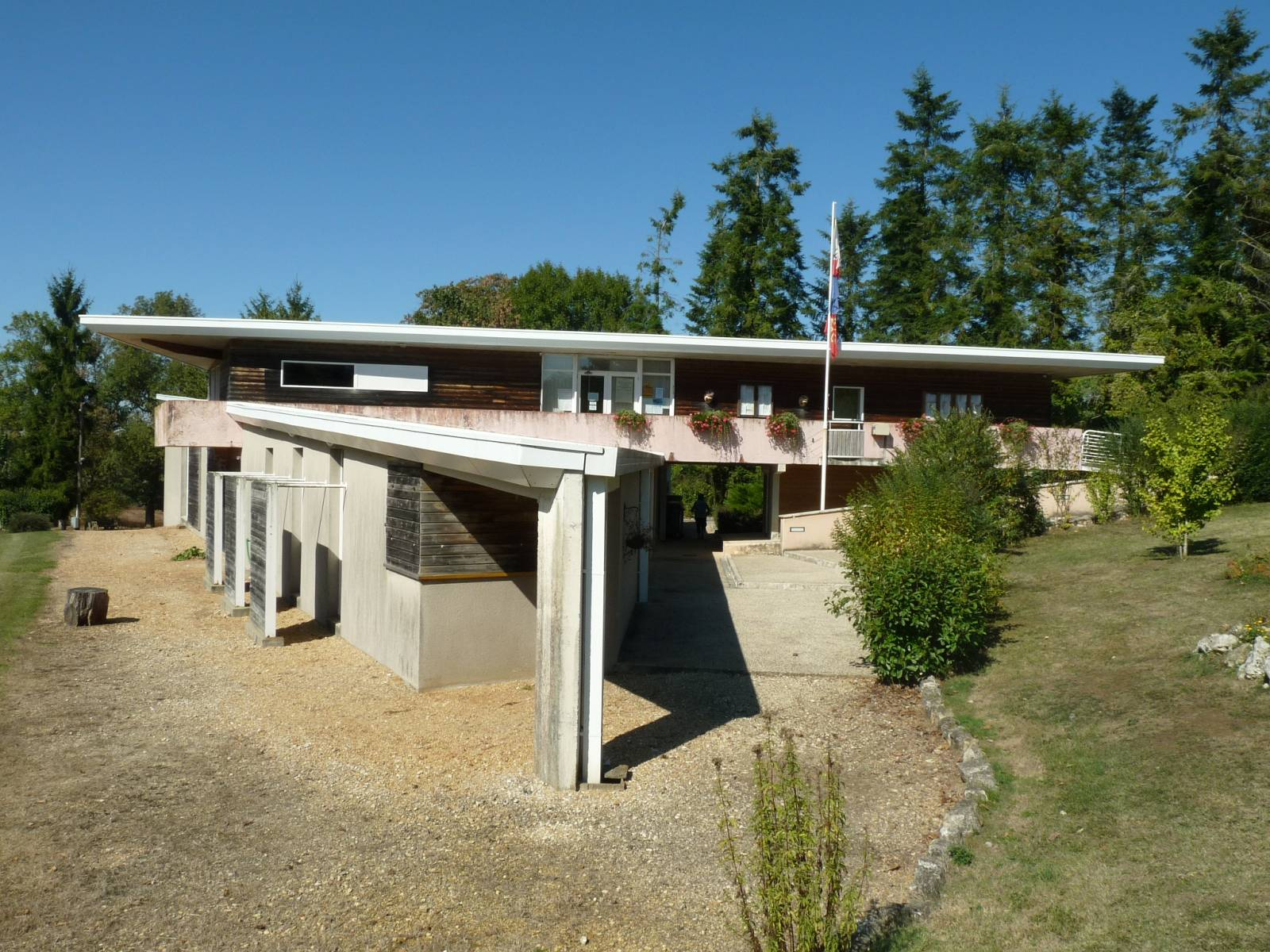
La nouvelle mairie.

| Période                                  | Période   | Identité               | Étiquette | Qualité                               |
| ---------------------------------------- | --------- | ---------------------- | --------- | ------------------------------------- |
| 1790                                     | 1795      | Louis Peyraud          |           | Propriétaire                          |
| 1795                                     | 1809      | Jean Pabot Lamorinie   |           | Ancien gendarme du Roi                |
| 1809                                     | 1834      | Charles Decescaud      |           | Rentier                               |
| 1834                                     | 1843      | François Baynaud       |           | Rentier                               |
| 1843                                     | 1846      | Simon Texier           |           | Propriétaire exploitant               |
| 1846                                     | 1850      | François Giboin        |           | Propriétaire exploitant               |
| 1850                                     | 1865      | Jean Texier            |           | Propriétaire exploitant               |
| 1865                                     | 1869      | Martial Bourzac        |           | Ancien proviseur du lycée d'Angoulême |
| 1869                                     | 1878      | Louis Edmond Sibilet   |           | Rentier                               |
| 1878                                     | 1881      | Jean Montion           |           | Instituteur retraité                  |
| 1881                                     | 1882      | Raymond Chabasse       |           | Propriétaire exploitant               |
| 1882                                     | 1888      | Jean Montion           |           | Instituteur retraité                  |
| 1888                                     | 1892      | Numa Noël              |           | Banquier à Angoulême                  |
| 1892                                     | 1904      | Jean Montion           |           | Instituteur retraité                  |
| 1904                                     | 1908      | Henri Bourgeois        |           | Artisan maréchal ferrant              |
| 1908                                     | 1922      | Léopold Lombard        |           | Avocat                                |
| 1922                                     | 1927      | Joseph Lavoix          |           | Rentier                               |
| 1927                                     | 1944      | Léon Chabasse          |           | Inspecteur général d'assurance        |
| 1944                                     | 1945      | Pierre Bossard         |           | Propriétaire exploitant               |
| 1945                                     | 1963      | Roger Fort             |           | Propriétaire exploitant               |
| 1963                                     | 1971      | Jean d'Aviau de Ternay |           | Employé de bureau                     |
| 1971                                     | 1995      | Christiane Ennuyer     |           | Propriétaire exploitant               |
| 1995                                     | mars 2014 | Jimmy Maizière         | SE        | Chef d'entreprise                     |
| mars 2014                                | mai 2020  | Michel Nicolas         |           | Instituteur retraité                  |
| mai 2020                                 | En cours  | Sandrine Picard        |           |                                       |
| Les données manquantes sont à compléter. |           |                        |           |                                       |

## Démographie

### Évolution démographique
L'évolution du nombre d'habitants est connue à travers les recensements de la population effectués dans la commune depuis 1793. Pour les communes de moins de 10 000 habitants, une enquête de recensement portant sur toute la population est réalisée tous les cinq ans, les populations de référence des années intermédiaires étant quant à elles estimées par interpolation ou extrapolation. Pour la commune, le premier recensement exhaustif entrant dans le cadre du nouveau dispositif a été réalisé en 2006.

En 2022, la commune comptait 346 habitants, en évolution de +1,76 % par rapport à 2016 (Charente : −0,48 %, France hors Mayotte : +2,11 %).
| 1793 | 1800 | 1806 | 1821 | 1831 | 1841 | 1846 | 1851 | 1856 |
| ---- | ---- | ---- | ---- | ---- | ---- | ---- | ---- | ---- |
| 745  | 685  | 689  | 801  | 823  | 824  | 832  | 843  | 793  |

| 1861 | 1866 | 1872 | 1876 | 1881 | 1886 | 1891 | 1896 | 1901 |
| ---- | ---- | ---- | ---- | ---- | ---- | ---- | ---- | ---- |
| 765  | 685  | 665  | 658  | 640  | 605  | 595  | 599  | 594  |

| 1906 | 1911 | 1921 | 1926 | 1931 | 1936 | 1946 | 1954 | 1962 |
| ---- | ---- | ---- | ---- | ---- | ---- | ---- | ---- | ---- |
| 567  | 506  | 489  | 484  | 504  | 464  | 411  | 390  | 382  |

| 1968 | 1975 | 1982 | 1990 | 1999 | 2006 | 2011 | 2016 | 2021 |
| ---- | ---- | ---- | ---- | ---- | ---- | ---- | ---- | ---- |
| 336  | 324  | 339  | 328  | 298  | 315  | 368  | 340  | 342  |

| 2022 | - | - | - | - | - | - | - | - |
| ---- | - | - | - | - | - | - | - | - |
| 346  | - | - | - | - | - | - | - | - |

### Pyramide des âges
La population de la commune est relativement âgée.
En 2018, le taux de personnes d'un âge inférieur à 30 ans s'élève à 22,7 %, soit en dessous de la moyenne départementale (30,2 %). À l'inverse, le taux de personnes d'âge supérieur à 60 ans est de 38,3 % la même année, alors qu'il est de 32,3 % au niveau départemental.
En 2018, la commune comptait 160 hommes pour 174 femmes, soit un taux de 52,1 % de femmes, légèrement supérieur au taux départemental (51,59 %).
Les pyramides des âges de la commune et du département s'établissent comme suit.
| Hommes | Classe d’âge | Femmes |
| ------ | ------------ | ------ |
| 2,5    | 90 ou +      | 2,3    |
| 9,5    | 75-89 ans    | 9,2    |
| 24,9   | 60-74 ans    | 27,9   |
| 25,4   | 45-59 ans    | 19,9   |
| 18,7   | 30-44 ans    | 14,3   |
| 8,3    | 15-29 ans    | 11,0   |
| 10,6   | 0-14 ans     | 15,3   |

| Hommes | Classe d’âge | Femmes |
| ------ | ------------ | ------ |
| 1      | 90 ou +      | 2,7    |
| 9,2    | 75-89 ans    | 12     |
| 20,6   | 60-74 ans    | 21,3   |
| 20,7   | 45-59 ans    | 20,3   |
| 16,8   | 30-44 ans    | 16     |
| 15,6   | 15-29 ans    | 13,4   |
| 16,1   | 0-14 ans     | 14,3   |

## Économie

### Agriculture
La viticulture occupe une petite partie de l'activité agricole. La commune est située dans les Bons Bois, dans la zone d'appellation d'origine contrôlée du cognac.

## Équipements, services et vie locale

### Enseignement
L'école est un RPI entre Charras, Grassac et Rougnac. Rougnac accueille l'école primaire, et Charras et Grassac les écoles élémentaires.
Le secteur du collège est Montbron (collège François-Mitterrand).

## Culture locale et patrimoine

### Lieux et monuments

#### Patrimoine religieux
L'abbaye de Grosbot ou abbaye Notre-Dame de Fontvive est une abbaye fondée au Xe siècle qui devint cistercienne au XIIe siècle. Elle a été reconstruite après les guerres de religion au XVIIe siècle. Il en reste des vestiges de l'église abbatiale, et la salle capitulaire ainsi que d'autres éléments, clôture, viviers...
Elle est classée monument historique depuis le 5 juillet 1993.

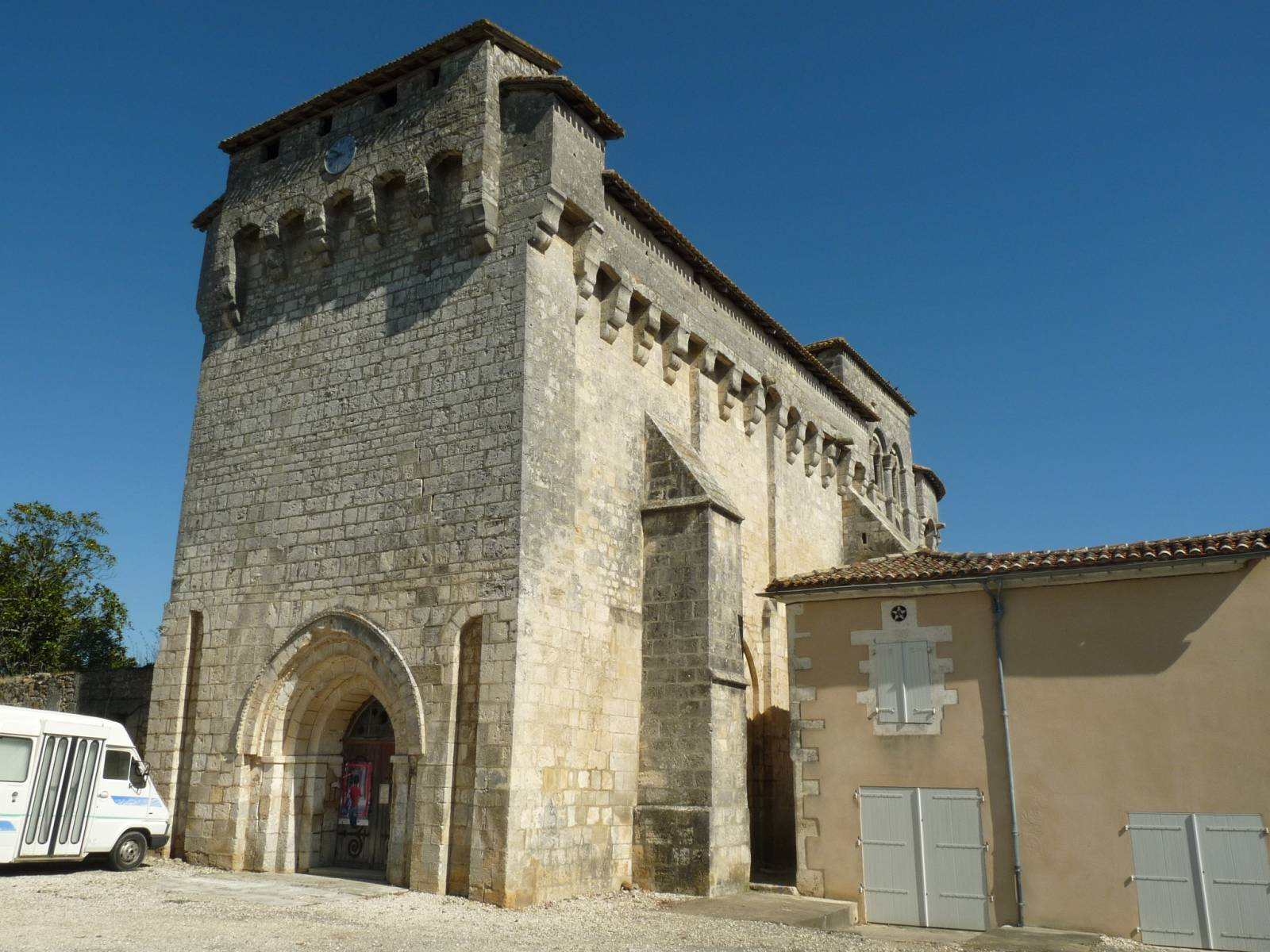
L'église fortifiée.

L'église paroissiale Saint-Vivien est une église fortifiée du XIIe siècle qui était primitivement le prieuré Saint-Vivien, dépendant de l'abbaye de Figeac. Elle a été très fortifiée au cours de la guerre de cent ans : la façade est crénelée, tout comme l'abside et le clocher qui sert de donjon. Elle est classée monument historique depuis 1907,.

#### Patrimoine civil

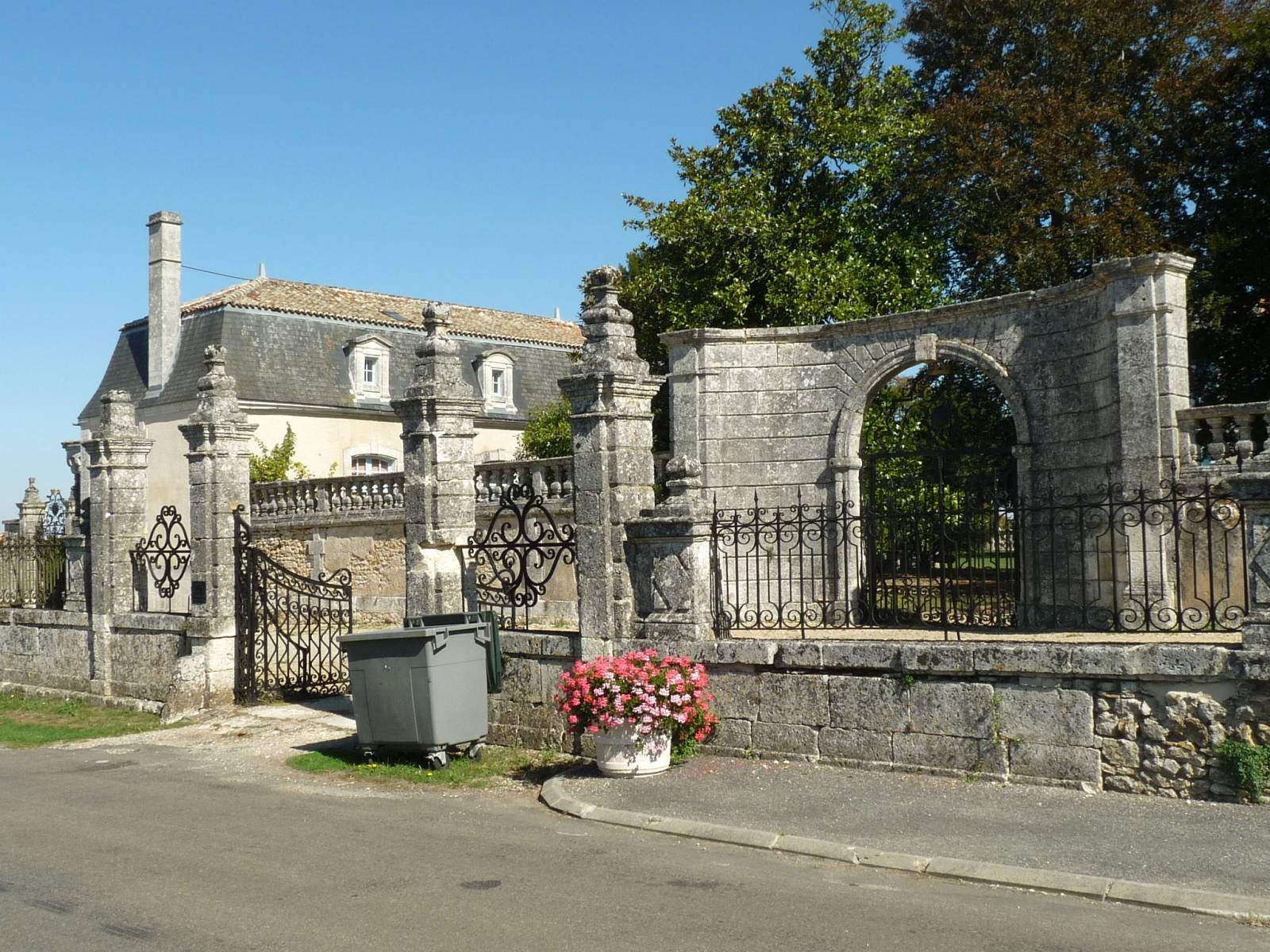
Le château.

Le château du XVIIe siècle mais très modifié au XIXe siècle dont la clôture, le portail, le jardin, ainsi que l'escalier et la balustrade sont inscrits monuments historiques depuis le 23 octobre 1992.

### Personnalités liées à la commune
- Denis Pautier de La Breuille (1722-1807), médecin du Dauphin et régent de la faculté de Paris au XVIIIe siècle[43].
- Jean-Baptiste-Auguste-François-Marie de La Laurencie (1780-1857), marquis de Charras et homme politique du début du XIXe siècle[44].
- Le comte Joseph de Beynac (1863-1951), dandy et maître d’équipage, propriétaire du château de Charras au début du XXe siècle.

### Héraldique
| Blason de Charras | Blason  | De sinople à une aigle bicéphale d'argent ; au chef parti au I de gueules à une croix cléchée, vidée et pommetée de douze pièces d'or, au II d'or à une volute de crosse contournée de gueules. |
| Blason de Charras | Détails | L'aigle bicéphale est reprise des armes de la famille de La Laurencie, seigneur puis marquis de Charras de 1493 jusqu'à la Révolution. Le statut officiel du blason reste à déterminer.         |